# Austria en la Copa Mundial de Fútbol de 1990
La selección de Austria fue uno de los 24 países participantes de la Copa Mundial de Fútbol de 1990, realizada en Italia. Su participación en la Copa Mundial de Fútbol de 1990, es la sexta del equipo austriaco, en la historia del torneo. Austria quedó en el grupo A, en compañía de Checoslovaquia, Estados Unidos y los anfitriones de Italia, quedando tercero en su grupo y no pudo pasar a los octavos de finsl, por la tabla de los mejores terceros de grupo.

## Clasificación

### Grupo 4
|                      | J | G | E | P | GF | GC | GD | Pts |
| -------------------- | - | - | - | - | -- | -- | -- | --- |
| Unión Soviética      | 8 | 4 | 3 | 1 | 11 | 4  | +7 | 11  |
| Austria              | 8 | 3 | 3 | 2 | 9  | 9  | 0  | 9   |
| Turquía              | 8 | 3 | 1 | 4 | 12 | 10 | +2 | 7   |
| Alemania Democrática | 8 | 3 | 1 | 4 | 9  | 13 | −4 | 7   |
| Islandia             | 8 | 1 | 4 | 3 | 6  | 11 | −5 | 6   |

|                               | Bandera de Austria | Bandera de Alemania Oriental | Bandera de Islandia | Bandera de la Unión Soviética | Bandera de Turquía |
| ----------------------------- | ------------------ | ---------------------------- | ------------------- | ----------------------------- | ------------------ |
| Bandera de Austria            | –                  | 3 – 0                        | 3 – 1               | 0 – 0                         | 3 – 2              |
| Bandera de Alemania Oriental  | 1 – 1              | –                            | 2 – 0               | 2 – 1                         | 0 – 2              |
| Bandera de Islandia           | 0 – 0              | 0 – 3                        | –                   | 1 – 1                         | 2 – 1              |
| Bandera de la Unión Soviética | 2 – 0              | 3 – 0                        | 1 – 1               | –                             | 2 – 0              |
| Bandera de Turquía            | 3 – 0              | 3 – 1                        | 1 – 1               | 0 – 1                         | –                  |

## Jugadores
Datos corresponden a situación previa al inicio del torneo
Entrenador:  Josef Hickersberger
| No. | Pos. | Jugador             | Fecha de nacimiento (edad)         | Apa. | Club            |
| --- | ---- | ------------------- | ---------------------------------- | ---- | --------------- |
| 1   | POR  | Klaus Lindenberger  | 28 de mayo de 1957 (33 años)       | 37   | Swarovski Tirol |
| 2   | DEF  | Ernst Aigner        | 31 de octubre de 1966 (23 años)    | 7    | Austria Vienna  |
| 3   | DEF  | Robert Pecl         | 15 de noviembre de 1965 (24 años)  | 19   | Rapid Vienna    |
| 4   | DEF  | Anton Pfeffer       | 17 de agosto de 1965 (24 años)     | 21   | Austria Vienna  |
| 5   | DEF  | Peter Schöttel      | 26 de marzo de 1967 (23 años)      | 11   | Rapid Vienna    |
| 6   | MED  | Manfred Zsak        | 22 de diciembre de 1964 (25 años)  | 28   | Austria Vienna  |
| 7   | DEF  | Kurt Russ           | 23 de noviembre de 1964 (25 años)  | 20   | First Vienna FC |
| 8   | DEF  | Peter Artner        | 20 de mayo de 1966 (24 años)       | 21   | Admira Wacker   |
| 9   | DEL  | Toni Polster        | 10 de marzo de 1964 (26 años)      | 36   | Sevilla         |
| 10  | MED  | Manfred Linzmaier   | 27 de agosto de 1962 (27 años)     | 19   | Swarovski Tirol |
| 11  | MED  | Alfred Hörtnagl     | 24 de septiembre de 1966 (23 años) | 10   | Swarovski Tirol |
| 12  | MED  | Michael Baur        | 16 de abril de 1969 (21 años)      | 1    | Swarovski Tirol |
| 13  | DEL  | Andreas Ogris       | 7 de octubre de 1964 (25 años)     | 28   | Austria Vienna  |
| 14  | DEL  | Gerhard Rodax       | 29 de agosto de 1965 (24 años)     | 16   | Admira Wacker   |
| 15  | DEL  | Christian Keglevits | 29 de enero de 1961 (29 años)      | 15   | Rapid Vienna    |
| 16  | MED  | Andreas Reisinger   | 14 de octubre de 1963 (26 años)    | 6    | Rapid Vienna    |
| 17  | DEL  | Heimo Pfeifenberger | 29 de diciembre de 1966 (23 años)  | 3    | Rapid Vienna    |
| 18  | DEF  | Michael Streiter    | 19 de enero de 1966 (24 años)      | 8    | Swarovski Tirol |
| 19  | MED  | Gerald Glatzmayer   | 14 de diciembre de 1968 (21 años)  | 5    | First Vienna FC |
| 20  | MED  | Andi Herzog         | 10 de septiembre de 1968 (21 años) | 16   | Rapid Vienna    |
| 21  | POR  | Michael Konsel      | 6 de marzo de 1962 (28 años)       | 5    | Rapid Vienna    |
| 22  | POR  | Otto Konrad         | 1 de noviembre de 1964 (25 años)   | 2    | Sturm Graz      |

## Participación

### Primera fase
| Equipo         | Pts | PJ | PG | PE | PP | GF | GC | Dif |
| -------------- | --- | -- | -- | -- | -- | -- | -- | --- |
| Italia         | 6   | 3  | 3  | 0  | 0  | 4  | 0  | 4   |
| Checoslovaquia | 4   | 3  | 2  | 0  | 1  | 6  | 3  | 3   |
| Austria        | 2   | 3  | 1  | 0  | 2  | 2  | 3  | -1  |
| Estados Unidos | 0   | 3  | 0  | 0  | 3  | 2  | 8  | -6  |

| 9 de junio de 1990, 21:00 | Italia        | 1:0 (0:0) | Austria | Stadio Olimpico di Roma, Roma                                            |                                                                          |
|                           | Schillaci 78' | Reporte   |         | Asistencia: 73.303 espectadores Árbitro(s): José Roberto Wright (Brasil) | Asistencia: 73.303 espectadores Árbitro(s): José Roberto Wright (Brasil) |

| 15 de junio de 1990, 17:00 | Austria | 0:1 (0:1) | Checoslovaquia   | Stadio Artemio Franchi, Florencia                                  |                                                                    |
|                            |         | Reporte   | Bílek 31' (pen.) | Asistencia: 38.962 espectadores Árbitro(s): George Smith (Escocia) | Asistencia: 38.962 espectadores Árbitro(s): George Smith (Escocia) |

| 19 de junio de 1990, 21:00 | Austria               | 2:1 (0:0) | Estados Unidos | Stadio Artemio Franchi, Florencia                                   |                                                                     |
|                            | Ogris 49' · Rodax 63' | Reporte   | Murray 83'     | Asistencia: 34.857 espectadores Árbitro(s): Jamal Al Sharif (Siria) | Asistencia: 34.857 espectadores Árbitro(s): Jamal Al Sharif (Siria) |